# XviD
Xvid (formalment "XviD") és una llibreria de còdecs de vídeo que segueix l'estàndard MPEG-4. Xvid és un dels principals competidors de DivX (XviD és DivX, llegit a l'inrevés). Mentre DivX és un software propietari, Xvid és gratuït i de codi lliure i, al contrari que DivX, pot ésser emprat en diverses plataformes i sistemes operatius. El format va ser creat com una alternativa lliure a altres còdecs comercials de vídeo. La seua qualitat i eficiència ho han convertit en un dels còdecs més populars. La reproducció de pel·lícules Xvid està suportada en els reproductors de DVD més moderns. El còdec Xvid fa possible comprimir una pel·lícula completa amb una qualitat propera a la de la font original perquè ocupi tan sols 700 MB (a vegades 1400 MB, depenent de la durada i altres factors). Les pel·lícules codificades en Xvid ofereixen vídeos d'alta qualitat en arxius de grandària reduïda, a més de dur menys temps la seua compressió que en MPEG-2 a causa d'un algorisme de compressió més avançat. El vídeo usualment es combina amb àudio MP3, o AC3 per a tenir àudio i vídeo d'alta qualitat. Aquests factors i el fet que el còdec es distribueïxi de forma lliure han contribuït a l'èxit d'aquest format. Quan s'instal·la el còdec de Xvid es proporcionen al sistema les instruccions i el suport específic per a comprimir i descomprimir vídeo en el format Xvid. Una vegada que s'ha instal·lat el còdec Xvid el sistema estarà preparat per a reproduir pel·lícules Xvid, usant Windows Media Player, qualsevol altre reproductor habilitat per a usar DirectShow o, en cas de Sistemes Operatius que no siguin de la família Windows, amb un reproductor preparat per a usar dit còdec com, per exemple, el programari de reproducció de vídeos multiplataforma VLC media player.

## Especificacions
- Ús de B-frames, o fotogrames bidireccionals, que emmagatzemen entre dos fotogrames, un anterior i altra posterior, la seua compressió sol ser superior als quadres clau (keyframes) i p-frames.
- Quarter píxel (Q-pel), es treballa amb una precisió doble en els vectors de moviment dels blocs en la compensació del moviment, és més útil en resolucions baixes.
- Global motion compensation (GMC) o compensació global de moviment, que entra en joc en girs de càmera i zoom, consisteix a emmagatzemar els vectors de moviment de forma global (amb relació a uns pocs) i aconseguint fer que molts valguen 0, reduint la seua grandària.
- Entrellaçat, ideal per a imatges entrellaçades com la televisió, ja que millora molt la compressió i el resultat final en aquests casos, ja que si es comprimeix un senyal entrellaçat com si no ho anara, les línies horitzontals adjacents, seran molt diferents en escenes de moviment, reduint la redundància espacial, que és un dels pilars de la compressió de vídeo.

- Quantización adaptativa, és una innovació psicovisual de Xvid, en ella s'empren diferents matrius de quantización per cada macrobloc, comprimint més forta aquells que són molt clars o molt foscs, ja que són menys notables per l'ull que en els de tonalitat mitjana.

- Poden usar-se matrius de quantización MPEG, H.263 i també personalitzades. MPEG, ofereix imatges més nítides, amb gran detall, ideal per a altes taxes de bits (per exemple en ripeigs a 2 CDs). H.263 ofereix imatges més suavitzades, permet dissimular la formació de blocs quan es necessita usar baixes taxes de bits, açò també es tradueix en una imatge més borrosa i de menor detall. Les matrius personalitzades permeten adaptar-lo a elecció de l'usuari, però només són recomanables per a usuaris avançats.

Un detall important és que GMC i Q-pel no solen estar suportats pels reproductors de DVD amb MPEG-4 més antics i la compressió en general, no és suportada per DVDs que no admeten MPEG-4 ASP, ja que és un format d'aquest tipus.